# 喹唑啉
喹唑啉（Quinazoline）是一种杂环化合物，化学式C8H6N2，由一个苯环与一个嘧啶环稠合而成。喹唑啉也可看做萘环的两个CH被N原子替换，这样的结构称为萘啶。

## 制备
喹唑啉及其衍生物的典型制备方法是在氨或胺存在下加热2-酰基-N-酰苯胺。
邻氨基苯甲酸与酰胺反应合成4-氧代-3,4-二氢喹唑啉类，称为涅门托夫斯基喹唑啉合成。

## 存在与应用
喹唑啉的环结构是多种生物碱的骨架。喹唑啉酮类药物具有多重生物活性，例如用于抗疟疾的常山碱，目前有研究指出其适用领域可能会扩展到治疗癌症等；曾作为安眠药而又曾经被广泛滥用的精神药品忽得；抗高血压药多沙唑嗪。